# Moriz Haupt
Pour les articles homonymes, voir Haupt.
Rudolph Friedrich Moriz Haupt (né le 27 juillet 1808 à Zittau ; mort le 5 février 1874 à Berlin) est un philologue saxon, père de la germanistique.

## Biographie

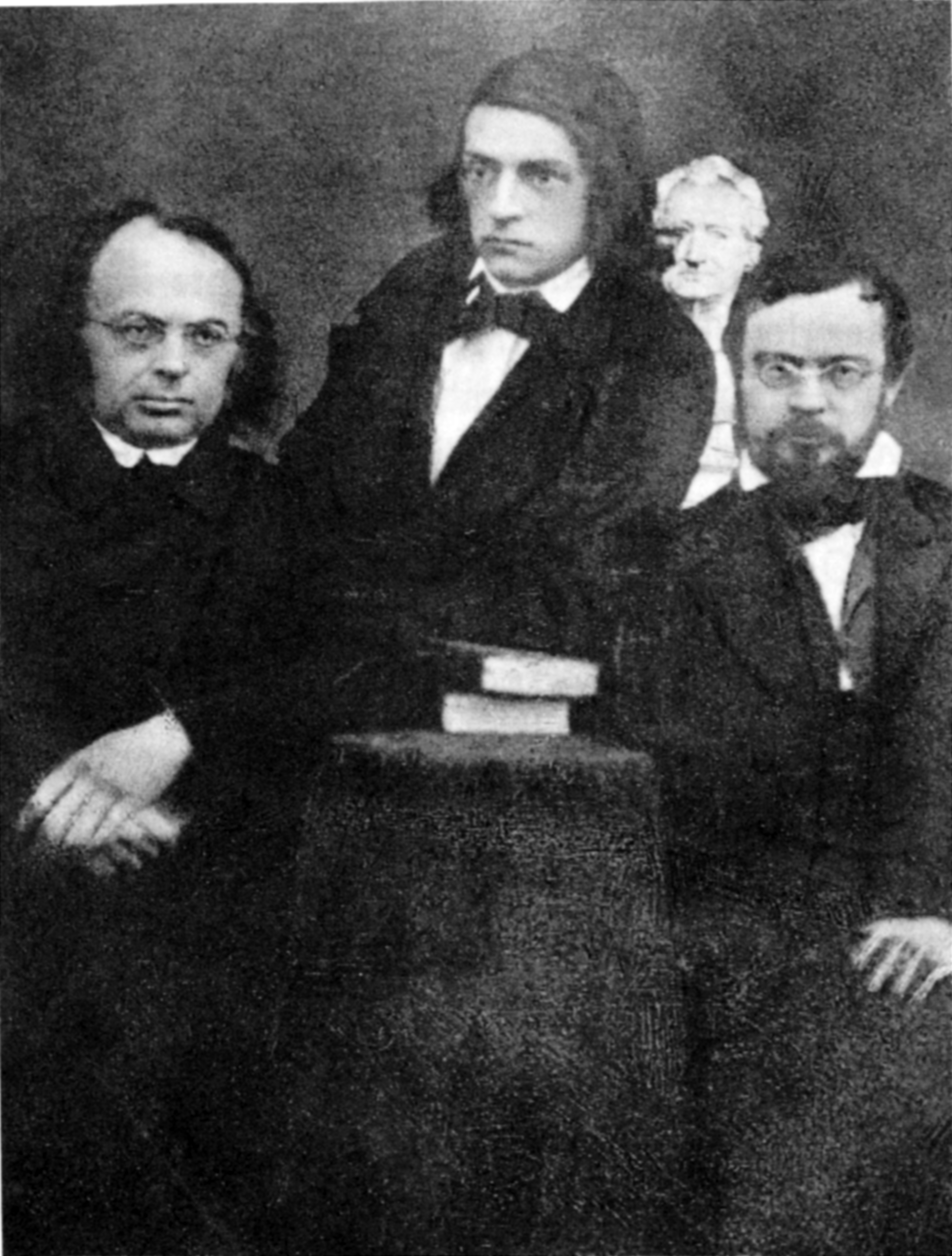
Moriz Haupt (à gauche) aux côtés de Theodor Mommsen et d’Otto Jahn. daguerréotype, Leipzig 1848.

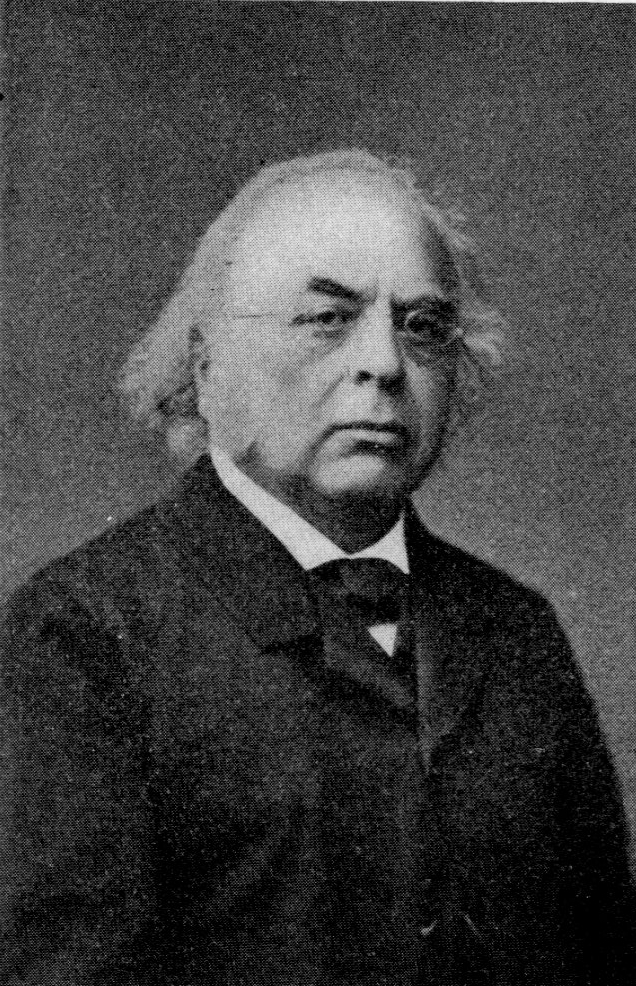
Moriz Haupt âgé.

Haupt a grandi dans la ville montagnarde de Zittau, dont son père, Ernst-Friedrich († 1843), fut le bourgmestre jusqu'en 1830. Ce maître de latin éditait les Jahrbücher des Zittauischen Stadtschreibers Johannes von Guben (Görlitz 1837) et se fit un nom en traduisant en latin les poèmes et psaumes allemands de Goethe (Carmina Goethii, Leipzig 1841, et Hymni sacri, Leipzig 1842).
Moritz Haupt étudia la philologie classique à l’Université de Leipzig de 1826 à 1830 sous la direction de Gottfried Hermann, soutint sa thèse en 1831, puis vécut jusqu'en 1837 aux côtés de son père, malade, à Zittau, hormis quelques voyages à Vienne et Berlin en 1834. L'étroite amitié qu'il noua à Berlin avec  Karl Lachmann fut décisive pour son évolution. Entre 1830 et 1837, il se mit à l'étude du grec ancien, approfondit sa connaissance du latin, du vieux haut-allemand, étudia l’ancien français et le provençal. En 1837 il soutenait sa thèse d'habilitation à Leipzig avec une thèse consacrée à Catulle. Il obtint de cette université le privilège de privat-docent, devint en 1841 professeur surnuméraire, et finalement en 1843 professeur de la chaire (créée spécialement pour lui) de langue et de Littérature allemande.
Il épousa en 1842 Louise Hermann, fille de son collègue et ex-professeur.
Mis en cause, avec Theodor Mommsen et Otto Jahn, pour son militantisme lors de la révolution de mars, il est cité à comparaître devant la Haute Cour. Disculpé de l'accusation d'Émeute, mais condamné, comme Mommsen et Jahn, pour des faits mineurs, le sénat de l'Université de Leipzig le démet de sa chaire en 1851 ; il survit comme précepteur à Leipzig, jusqu'à ce qu'en 1853 l’Université Frédéric-Guillaume de Berlin lui offre la chaire de littérature latine de Karl Lachmann. Élu en 1861 Secrétaire perpétuel de l’Académie royale des sciences, il meurt à Berlin le 5 février 1874 d'une crise cardiaque.
Par ses nombreuses éditions de textes en moyen haut-allemand, où il mit en application la critique textuelle de Lachmann, Haupt est l'un des pères de la germanistique. La plus ancienne revue consacrée à cette discipline, le Zeitschrift für deutsches Altertum (de), a été fondé en 1841 par Haupt. Son recueil Altdeutsche Blätter a été édité par Hoffmann von Fallersleben (Leipzig 1836–40, 2 vol.).

## Écrits
Pour l’étude critique des œuvres gréco-latines :
- Quaestiones Catullianae (Leipzig 1837)
- Observationes criticae (Leipzig 1841)
- De carminibus bucolicis Calpurnii et Nemesiani (Berlin 1854)

ainsi que les éditions suivantes : 
- les Halieutica d’Ovide
- les Cynégétiques de Grattius et Némésien (Leipzig 1838)
- l’Epicedion Drusi (Leipzig 1850)
- Œuvres d’Horace (Leipzig 1851 ; 4e éd. de Vahlen, 1882)
- Œuvres de Catulle, de Tibulle, de Properce (Leipzig 1853 ; 5. éd. de Vahlen, 1885)
- Les Metamorphoses d’Ovide (vol. 1, Berlin 1853 ; 7e éd. de H. I. Müller, 1885 ; vol. 2 par Korn, 1876) ;

Parus dans la collection Sammlung griechischer und römischer Schriftsteller mit deutschen Anmerkungen, aux éd. Weidmann, qu'il a fondée en 1848 avec Sauppe :
- La Germanie de Tacite (Berlin 1855) et les Œuvres de Virgile (Leipzig 1858, 2nde éd. 1874).

Parmi ses écrits mineurs : 
- Opuscula, recueil d'U. v. Wilamowitz-Moellendorff, (Leipzig 1875-77, 3 vol. ; réimpr. éd. Olms, Hildesheim 1967)

On doit à Haupt de nombreuses conjectures touchant la littérature grecque et latine. Il a publié les œuvres de son beau-père, G. Hermann : 
- Bion und Moschos (Leipzig 1849), et
- Eschyle (Leipzig 1852, 2 vol nde éd. 1859)

De ses travaux d'étymologie, on retiendra ses recherches sur le mot Fidibus (de).
En ce qui concerne la vieille littérature allemande : 
- l’Erec de Hartmann von Aue (Leipzig 1839, 2. Aufl. 1871)
- le Guten Gerhard de Rodolphe d'Ems (Leipzig 1840)
- les Lieder und Büchlein et le Pauvre Heinri de Hartmann von Aue (Leipzig 1842)
- l’Engelhard de Konrad von Würzburg (Leipzig 1844)
- le Winsbeke (de) (Leipzig 1845)
- les Chansons de Gottfried von Neifen (de) (Leipzig 1851), de Neidhart (Leipzig 1858), et de Maurice de Craon (Berlin 1871).

En tant qu'éditeur ou co-éditeur, on lui doit l'édition Lachmann des premiers lyriques du moyen haut-allemand (Des Minnesangs Frühling, Leipzig 1857 ; 38e éd. von Tervooren, 1988) ; les 3e et 4e éditions des Nibelungen de Lachmann (Berlin 1852 et 1867) et les poèmes de Walther von der Vogelweide (Berlin 1853 et 1864).
Tobler a publié les fragments posthumes de ses Études des parlers romans, sous le titre Französischen Volkslieder (Leipzig 1877).